# Mesoleptobasis incus
Mesoleptobasis incus är en trollsländeart som beskrevs av Sjöstedt 1918. Mesoleptobasis incus ingår i släktet Mesoleptobasis och familjen dammflicksländor. IUCN kategoriserar arten globalt som livskraftig. Inga underarter finns listade i Catalogue of Life.